# Arrondissement de Rhin-Sieg
Pour les articles homonymes, voir Sieg (homonymie).
L'arrondissement de Rhin-Sieg (Rhein-Sieg-Kreis) est situé au sud du Land de Rhénanie-du-Nord-Westphalie autour de la ville de Bonn. L'arrondissement est traversé par la Sieg de l'est à l'ouest et du Rhin du sud au nord. Il a des limites avec les arrondissements d'Euskirchen, du Rhin-Erft, du Rhin-Berg, et de Haut-Berg ainsi qu'avec les villes de Bonn et Cologne et les arrondissements rhénano-palatiens d'Altenkirchen, de Neuwied et d'Ahrweiler.

## Histoire
L'arrondissement fut créé le 1er juillet 1969 par loi du 10 juin 1969 intégrant l'ancien arrondissement de Bonn-Campagne à l'arrondissement de la Sieg et lui donnant le nom actuel.

## Communes
L'arrondissement compte 19 communes dont 11 villes:
- Alfter
- Bad Honnef, ville
- Bornheim, ville
- Eitorf
- Hennef, ville
- Königswinter, ville
- Lohmar, ville
- Meckenheim, ville
- Much
- Neunkirchen-Seelscheid
- Niederkassel, ville
- Rheinbach, ville
- Ruppichteroth
- Sankt Augustin, ville
- Siegburg, ville
- Swisttal
- Troisdorf, ville
- Wachtberg
- Windeck

## Politique

### Élections du préfet (Landrat)
| Parti       | Scrutin du 12 septembre 1999 | Scrutin du 12 septembre 1999 | Scrutin du 12 septembre 1999 | Scrutin du 26 septembre 2004 | Scrutin du 26 septembre 2004 | Scrutin du 26 septembre 2004 |
|             | Candidat                     | Votes                        | %                            | Candidat                     | Votes                        | %                            |
| ----------- | ---------------------------- | ---------------------------- | ---------------------------- | ---------------------------- | ---------------------------- | ---------------------------- |
| CDU         | Frithjof Kühn                | 153 983                      | 60,7 %                       | Frithjof Kühn                | 144 166                      | 55,4 %                       |
| SPD         | Stefan Frechen               | 84 223                       | 33,2 %                       | Peter-Ralf Müller            | 85 307                       | 32,8 %                       |
| FDP         | Rudolf Finke                 | 12 480                       | 4,9 %                        | Klaus-Peter Smielick         | 20 421                       | 7,9 %                        |
| Deutschland |                              |                              |                              | Renate Indruch               | 5 137                        | 2,0 %                        |
| NPD         | Tom & Jerry                  | 3 084                        | 1,2 %                        | Dr. Peter Malborn            | 5 106                        | 2,0 %                        |

### Élections du conseil (Kreistag) du 26 septembre 2004
| Parti       | Votes   | %      | Sièges |
| ----------- | ------- | ------ | ------ |
| CDU         | 129 636 | 49,4 % | 36     |
| SPD         | 67 532  | 25,7 % | 19     |
| Grüne       | 30 902  | 11,8 % | 8      |
| FDP         | 22 023  | 8,4 %  | 6      |
| NPD         | 4 318   | 1,6 %  | 1      |
| PDS         | 4 117   | 1,6 &  | 1      |
| Deutschland | 3 804   | 1,5 %  | 1      |

## Juridictions
Juridiction ordinaire
- Cour d'appel (Oberlandesgericht) de Cologne
  - Tribunal régional (Landgericht) de Bonn
    - Tribunal cantonal (Amtsgericht) de Bonn:  Alfter, Bornheim, Wachtberg
    - Tribunal cantonal de Königswinter: Bad Honnef, Königswinter
    - Tribunal cantonal de Rheinbach: Meckenheim, Rheinbach, Swisttal
    - Tribunal cantonal de Siegburg: Eitorf, Hennef, Lohmar, Much, Neunkirchen-Seelscheid, Niederkassel, Ruppichteroth, Sankt Augustin, Siegburg, Troisdorf
    - Tribunal cantonal de Waldbröl: Windeck

Juridiction spéciale
- Tribunal supérieur du travail (Landesarbeitsgericht) de Cologne 
  - Tribunal du travail (Arbeitsgericht) de Bonn: rive gauche du Rhin
  - Tribunal du travail de Siegburg: rive droite du Rhin
- Tribunal administratif (Verwaltungsgericht) de Cologne
- Tribunal des affaires de Sécurité sociale (Sozialgericht) de Cologne